# Ácido vernólico
El ácido vernólico (leucotoxina B  o isoleucotoxina) es un ácido graso de cadena larga que es monoinsaturado y contiene un epóxido. Es un epóxido cis derivado del alqueno C12-C13 del ácido linoleico. El ácido vernólico se caracterizó definitivamente por primera vez en 1954  y su configuración absoluta se determinó en 1966. Es un componente importante del aceite de vernonia, producido en abundancia por los géneros Vernonia y Euphorbia y es una materia prima biológica potencialmente útil.

## Aparición
El aceite de Vernonia se extrae de las semillas de Vernonia galamensis (hierba de hierro), una planta originaria del este de África. Las semillas contienen entre un 40 y un 42% de aceite, del cual entre un 73 y un 80% es ácido vernólico. Las mejores variedades de V. anthelmintica contienen aproximadamente un 30% menos de ácido vernólico.
El ácido vernólico no se encuentra comúnmente en las plantas en cantidades significativas, pero algunas plantas que lo contienen son Vernonia, Stokesia, Crepis (de la familia de las margaritas) y Euphorbia lagascae y Bernardia pulchella de las Euphorbiaceae.

## Aplicaciones potenciales
El aceite de vernonia se ha propuesto como precursor de adhesivos, barnices y pinturas y recubrimientos industriales. Su baja viscosidad recomienda su uso como disolvente no volátil en pinturas a base de aceite, ya que se incorporará a la pintura seca en lugar de evaporarse en el aire.
En su aplicación como aceite epóxico, el aceite de vernonia compite con el aceite de soja o de linaza, que abastecen la mayor parte del mercado para estas aplicaciones. Su baja viscosidad lo hace más deseable que los aceites de linaza o de soja totalmente epoxidados. Es comparable al aceite de linaza o de soja parcialmente epoxidado.

## Toxicidad
En una variedad de especies de mamíferos, el ácido vernólico se produce por el metabolismo del ácido linoleico por las enzimas citocromo P450 epoxigenasas; en estas circunstancias se denomina leucotoxina debido a sus efectos tóxicos sobre los leucocitos y otros tipos de células y por su capacidad de producir insuficiencia orgánica múltiple y dificultad respiratoria cuando se inyecta en modelos animales de roedores del síndrome de dificultad respiratoria aguda. Estos efectos aparecen debido a la conversión del ácido vernólico en sus contrapartes dihidroxi. Por ejemplo, (12 S ,13 R )-EpOME es convertido por la epóxido hidrolasa soluble (sEH) en ácido (12 R ,13 R )-dihidroxi-9 Z -octadecenoico debido a la inversión en el átomo de carbono C12 durante la hidrólisis. Una mezcla de este ácido dihidroxi con su enantiómero 12 S ,13 S se ha denominado diol isoleucotoxina. Algunos estudios sugieren, pero aún no han demostrado, que el ácido vernólico es responsable o contribuye a la insuficiencia orgánica múltiple, la dificultad respiratoria y ciertas otras enfermedades catastróficas en los seres humanos.

## Compuestos relacionados
- ácido coronario, epóxido C9-C10 del ácido linoleico.